# المعهد العالي لعلوم التمريض بقابس
المعهد العالي لعلوم التمريض بقابس هي إحدى المؤسسات العليا التي تخضع للإشراف المزدوج من قبل وزارتي الصحة العمومية ، والتعليم العالي والبحث العلمي والتكنولوجيا وتتبع جامعة قابس.

## أرقام
طبقا لأرقام السنة الدراسية 2007-2008 يدرس بها 152 طالبا من بينهم 82 طالبة.